# Kateretes pusillus
Kateretes pusillus is een keversoort uit de familie bastaardglanskevers (Kateretidae). De wetenschappelijke naam van de soort werd in 1794 gepubliceerd door Carl Peter Thunberg.